# 記録媒体
記録媒体（きろくばいたい）とは、情報を一時保管、ないし後世に残すために使われる物質である。
記録媒体には粘土板や石板などの媒体のほか、紙やパピルス、木簡などの筆記媒体および映像機器や音響機器での映像や音楽の記録再生や、電子計算機（コンピュータ）での情報処理に使用する電子媒体がある。
電子媒体に関して、記録内容は全てデジタルデータであるという特徴がある一方、映像機器や音響機器においては、アナログ方式で記録再生されるものもある。この電子媒体は法律では電磁的記録を保存するための媒体を意味する電磁的記録媒体と呼称される。
CD-ROM、DVD-ROM、BD-ROMなどの記録媒体は物理的（機械的）に作られており、本来「電子」媒体と呼ぶには無理があるが、日本の国家機関では使用されている。
以下、本項では主に電子媒体としての記録媒体に関して述べる。

## 種類・用途

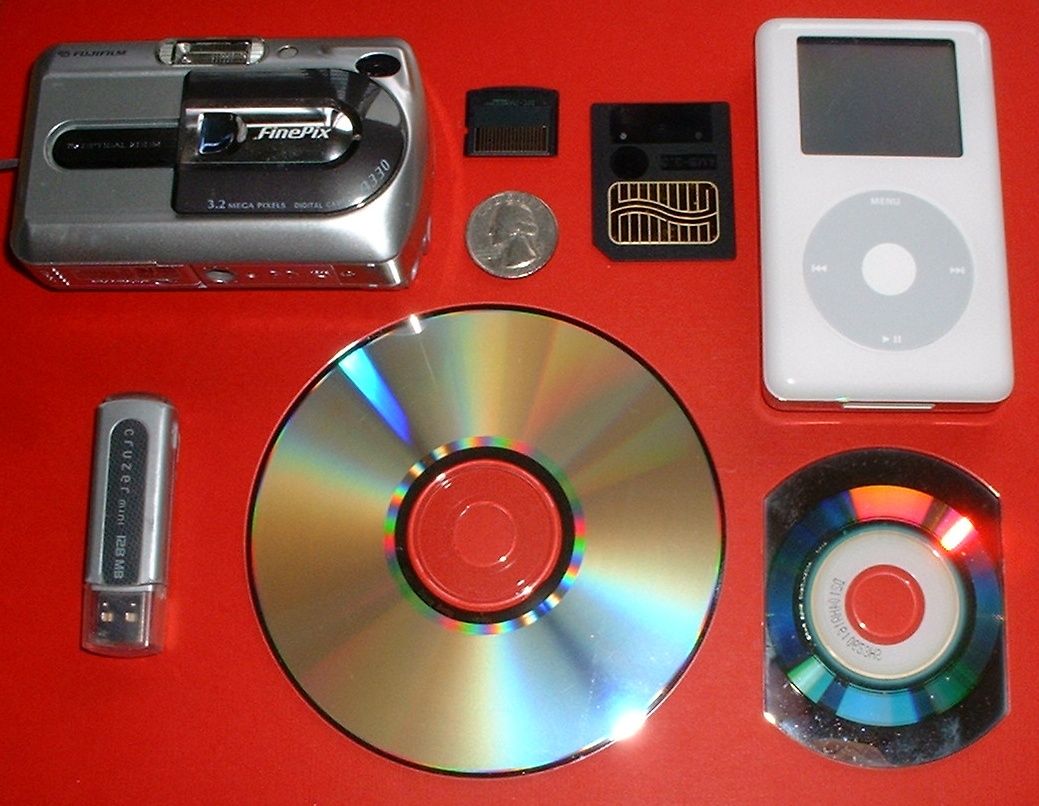
様々なタイプの電子記憶媒体

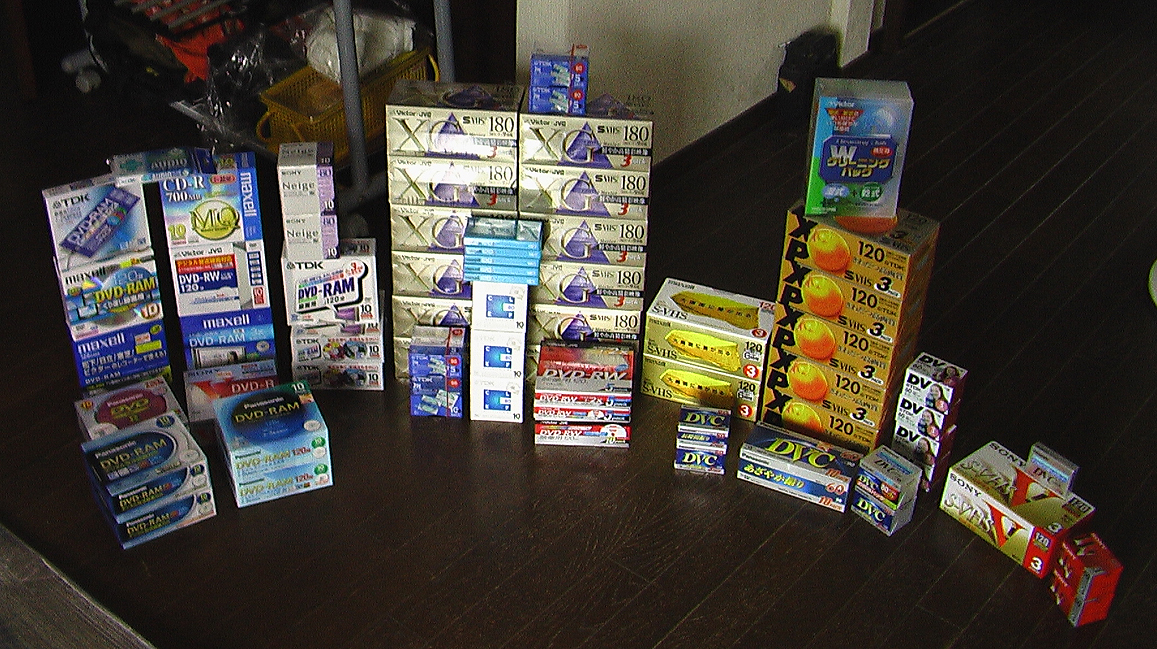
市販の記録メディア

電子、磁気（電磁気）、光、光磁気、半導体などの技術や工学が使われている。また各種類の媒体の技術的工学的特性、例えば容量や記録密度やレイテンシやスループット、さらには経済性（コストパフォーマンス）などにより、適した用途がある。いくつかの例について述べる。
- 磁気
  - 磁気テープ - ポリエステルなどの樹脂で作られたテープに磁性体を塗布して、映像や音楽、コンピュータのプログラムやデータなどを磁気で記録するもの。大容量のデータを安価に記録出来、かつ耐久性に優れているがランダムアクセスは出来ないため、大量の情報を記録する必要があるが頻繁には利用されない場合（企業における情報のバックアップなど）に用いられる。コンシューマー用途としては、フロッピーディスクが普及する以前に、コンパクトカセットがコンピュータのデータ記録メディアとして活用された。音楽録音用途においてもコンパクトカセットが用いられている。
    - DDS（デジタル・データ・ストレージ） - DAT技術を利用した大容量補助記憶装置。業務用に使われる。

  - 磁気ディスク
    - ハードディスクドライブ（HDD） - アルミニウム（過去にガラスのものもあった）の円盤に磁性体を塗布して、映像や音楽、コンピュータのプログラムやデータなどを磁気で記録するもの。大量のデータを保存することができ、2009年現在の最大容量は3.5インチサイズの単一HDDで2テラバイトに達している。容量当たりの単価が安価であり、アクセススピードにも優れていることからパーソナルコンピュータ・サーバなどのコンピュータに広く使われている。信頼性の観点から、業務用機器ではRAIDなどで危険分散をはかっている。
    - フロッピーディスク（FD） - 薄いポリエステル円盤に磁性体を塗布して、データを磁気で記録するもの。出現当初は、ドライブ機器が高価であったため普及していなかったが、PCの普及に伴い価格が下がり、急激に普及した。8インチ、5インチ、3.5インチ等の種類があり、片面/両面記録や記録密度で更に区分された。磁気テープと異なり、記録できる情報は少ないがランダムアクセスが可能である。一般的に1枚あたり1.2から1.4 MBが記録可能である（両面HDフォーマットの場合）。
- 光
  - 光ディスク
    - レーザーディスク（LD） - 直径30センチの両面書き込み可能なディスクで、最大2時間の映像を記録することが可能である。しかし、一般家庭での書き込みが不能で読み取り専用、材料の劣化が早いなどの問題点があり、DVDの普及に伴って2007年3月にディスクの製造は終了した。他にレーザーディスクカラオケなどに利用されていた。
    - コンパクトディスク (CD)、DVD、Blu-ray Disc（BD）- 直径は8センチまたは12センチ。最大容量はCDが900 MB程度、DVDは片面1層で4.7 GB、片面2層で8.5 GB、両面1層で 9.4GB、BDは4層で128 GB。データ、音声、映像の記録およびフロッピーディスクと同様にランダムアクセスが可能で生産性に優れている。読み込み専用（CD-ROM、DVD-ROM、BD-ROM）、書き込み後に改変不可能（CD-R、DVD-R、BD-R）、約1000回程度の書き換えが可能（CD-RE、DVD-RE、BD-RE）なディスクがある。
- 光磁気
  - 光磁気ディスク（MO） - カートリッジに保護されることで傷、埃に強く、耐久性に優れた長寿命の記録媒体で1000万回の書き換えに耐えるとされる。サイズは8インチ、5.25インチ、3.5インチがあり、3.5インチのMOは128 MBから2.3 GBまで6種類の記録媒体がある。書き換えに専用のアプリケーションを必要とせず、フロッピーディスクと同じような使い勝手でデータの保存に用いる。ただし2020年現在、民生用3.5インチドライブの生産は終了されている。
  - ミニディスク（MD） - ソニーが開発した小型の光磁気ディスクで、データおよび音声の保存に用いる。音声はATRAC方式で記録される。記録再生ドライブの生産は終了されている。
- 半導体
  - フラッシュメモリ
    - ソリッドステートドライブ（SSD:Solid State Drive） - 入出力をHDDと同等の規格（シリアルATAなど）にしたフラッシュメモリで、コンピュータの起動ディスクとして使用可能な記録媒体。駆動部がないためシーク時間がHDDと比較して短く、高速なランダムアクセスができる。またHDDと比較して消費電力が低く、振動や衝撃に耐久性があるため、ノートパソコンなどの携帯機器で記録媒体として用いられる。
    - メモリーカード - 半導体メモリー（フラッシュメモリ）を使うため、可動部がなく一般的には低消費電力である。ビットあたりの単価が登場当初は1 GBあたり10万円で高価であったが、その後技術改良や普及によりコストダウンした。薄型でカードのような外見をもつ。比較的小容量でよいデジタルカメラや携帯電話のデータメディアとして普及した。メモリーカードを使うタイプのカムコーダやデジタルオーディオプレーヤーもある。
    - USBメモリ - USBポートを用いてデータを転送する、手軽な補助記憶装置。

## 仕様

### ディスクタイプ
- カートリッジ -- ディスクを保護するためのプラスチック製のケースのこと。CDなど、一部のメディアには存在しない
- シャッター -- カートリッジに設けられた、記録面にアクセスするための孔を塞ぐための機構。これにより記録面が汚れたり傷つくのを防ぐ。一部のメディアはカートリッジ式でも存在しない
- レーベル面 -- 信号が記録されていない、内容を表す写真などが印刷されたディスクの面のこと。CDやDVD、Blu-ray Discのみに存在する
- 記録面 -- 信号が記録されているディスクの面のこと
- セクタ -- ディスクメディアの最小単位。このセクタ単位でしか読み書きできない。
- クラスタ -- セクタをいくつかまとめた、データ本体の記録単位。File Allocation Tableを使用したファイルシステム上での、読み書き最小単位。
- トラック -- ディスクに設けられた、信号を記録する部分。螺旋状または同心円状に作られている。ディスクによっては溝として物理的に設けられており、溝をグルーブ、グルーブとグルーブの間をランドという。ランドのみに信号を記録するランド記録、グルーブのみに記録するグルーブ記録、ランドとグルーブの両方に記録するランド&グルーブ記録とがあり、左から順に記憶容量が向上していく
- シリンダ -- ハードディスクにおいて、各プラッタの同一同心円上のトラックをひとまとめにした円筒形の領域
- スピンドルホール -- スピンドルモーターの回転軸を通す孔のこと
- 記録マーク -- 0と1を表す部分のこと。CD-ROMやDVD-ROMにおけるピット[1]を記録マークと考えて差し支えない。この記録マークの形成方法にはマークポジション記録とマークエッジ記録とがある。前者は記録マークを1、その他を0として記録する方式。後者は記録は記録マークの端点を1、その他を（記録マークが形成されていても）0として記録する方式。記録マークが多少大きくても記録密度の向上が可能
- 回転制御方式 -- ディスクの回転の制御の方法のこと。方式によって記録密度とシークタイムが変わってくる。
  - CAV -- CAVとはConstant Angular Velocity、つまり角速度一定という制御方式で、ディスクの回転数と記録回数が一定であるため、外周に向かうにしたがって記録密度が低下してしまう。しかし、CAVはシークタイムが短く済む。この方式はフロッピーで採用されている。
  - ZCAV（ZBR） -- Zoned CAVのことで、外周に向かうにしたがって記録周波数を変化させることで記録回数を変え、外周でも記録密度を一定に保つことが出来た。また、回転数は一定であるためシークタイムは短い。主にHDDや230MB以降の3.5インチMOで採用されている。
  - CLV -- CLVとはConstant Liner Velocity、線速度一定。ディスクの回転数を変化させることでトラックの記録密度を一定に保つ方式。しかし、ディスクの回転数を変化させなければならず、シークタイムが伸び悩む。CDやDVDに採用されている。
  - ZCLV -- Zoned CLV。媒体の半径方向でセクタ数が異なるように複数のゾーンに分け、それぞれのゾーンで回転数を変化させることで記録密度の向上を図る方式。DVD-RAMに採用されている。
  - PCAV（パーシャルCAV） -- CAVとCLVを組み合わせた方式。Professional Discに「自動最適化モード」として採用されている。

## 弱点
大抵の記憶媒体は、採用する記録方式や使用素材などにより、特有の弱点を持ち合わせている。誤った使用や保管をすると、媒体寿命を極端に縮めてしまうことがある。媒体にとって弱点となる環境下に放置せず、適切な使用や保管をすることで、媒体寿命を延ばすことができる。
媒体によって向く使用用途・向かない使用用途もあるので、これを考慮して媒体を使い分けることも必要になる場合もある。

### 磁気テープ・磁気ディスク
フロッピーディスク、ハードディスクなどが該当する。磁気、埃、汚れに弱い。当然ながら磁気に大変弱いため、磁石を密接させれば簡単に壊れてしまう。また構造上、記録面に埃などの異物や汚れが付着すると正常に読み取れなくなってしまう場合が多く、埃が被るような場所に放置すると数年と持たずに記録内容が壊れる（フロッピーディスクの場合、現在最も使われている3.5インチディスクはプラスチックのケースに入っているが、初期（5インチ・8インチ）の物は紙のケースに入っており、シャッターも無いために非常に破損しやすかった）。樹脂製ディスクやテープは、熱や湿気、紫外線の影響も受けやすく、変形を招いたり、カビが生えたりして使い物にならなくなる場合もある。
テープ媒体特有の弱点として、たるみ調整が正常でなかったり、ピンチローラーなどが汚れていたりすると、機構内部で巻き込み事故を起こし媒体が変形するなどの損傷に至る例がある。この場合、該当箇所・最悪の場合はテープメディア全体のデータが読み出せなくなる恐れがある。

### 光ディスク
レーザーディスク、コンパクトディスク、DVDなどが該当する。熱、湿気、紫外線に弱い。現在広く使われている基盤素材はポリカーボネートだが、熱や湿気の影響を受けて劣化する。過去に基盤素材として広く使われたアクリルは、より湿気を嫌う（基盤にガラスを使うものは理論上1000年以上の寿命がある）。有機色素を使うCD-RやDVD-Rなどは、紫外線の影響を受けやすい。紫外線への耐性は使用する有機色素の種類や製造時の品質によってまちまちだが、積極的に紫外線に晒される場所に放置すると、数年と持たずに寿命が尽きる。磁気ディスクに比べ埃や汚れの影響を受けにくく、多少の傷ならば特に問題なく使えるが、ディスクが剥き出しのものはカートリッジタイプよりも汚れやすく傷つきやすいことに注意。

### 光磁気ディスク
カートリッジに収められており、磁気や紫外線の影響も受けにくく、他のどの媒体よりも耐久性があるとされるが、ドライブにプリズムを使用している関係上、埃の多い場所(喫煙者の居るオフィスも含む)でドライブを使用し続けると、ドライブの故障に陥りやすい。

### 半導体メモリ
フラッシュメモリを使ったUSBメモリやFlash SSD、各種メモリーカード（SDメモリーカード、コンパクトフラッシュなど）が該当する。テープメディアやディスクメディアと異なり完全な電子機器であるので、電気系のトラブル（接続や切断時の電気ショック、静電気、ショート、落雷など）には弱く、場合によっては故障する虞がある。構造上の問題から、特定ブロックへの書き込み集中を回避する構造（ウェアレベリング機構）を持たないタイプは書き込みに対する耐性が極端に低く、回避する構造を持つタイプでも磁気ディスクのそれには及ばないものが大半である。したがって、極端に書き換え頻度の高い使用（たとえば、ドライブレコーダーの記録媒体として）を行うと、数年と持たず寿命が尽きる。

## 寿命
適切な使用や保管を行ったとしても媒体を問わず、データを保持できる期間は有限である。読み込みや書き込み処理を行わずとも経年変化により媒体は劣化していき、やがては記録したデータが消失したり、正常に読み出せなくなる。例えば、CD-RやDVD-Rは色素が退色すると反射率が狂う。磁気テープやFDなどは磁力が薄れていく。フラッシュメモリはフローティングゲートに捕捉した電子を維持できなくなる。

### 書き込み・書き換えの上限
書き換え可能な媒体であっても、無限に書き換えられるものではなく、書き換え回数（書き換えサイクル）は有限である。読み書きを繰り返すことで媒体は摩擦による摩耗や磁性の消失、レーザー光による熱、電圧などで劣化する。
例えばCD-RWやDVD-RWは基本的に全体を書き換える（書き込み時はシーケンシャルアクセスである）ため、1000回ほど書き換えると寿命になる。それ以外では基本的に1セクタあたりの書き換え回数であり、すべてのセクタを使っているのでもなければ、簡単には書き換え回数の寿命に達することはない。さらに磁気テープや一部のフラッシュメモリを除き、同じデータでも毎回記録位置を変えることで更なる延命を行っているため、書き換えサイクルの寿命の前に媒体の寿命が尽きる場合もある。
媒体別の書き換えサイクルとして、書き込みが特定ブロックに集中しないように対策されていないフラッシュメモリでは数百回、次いでCD-RW/DVD±RWの1000回、磁気テープ、BD-RE/UDO/PDDの1万回、DVD-RAM/GIGAMO/一部フラッシュメモリの10万回、Phase-change Dualの50万回、磁気ディスク/一部フラッシュメモリ/業務用GIGAMOの100万回、MOの1000万回となっている。

### その他の要因
電子媒体の場合、光学ドライブなどの媒体を駆動させることで保存した記録を読みだす装置が故障することで、記録の保存および読み取りが不可能になる。そのため数世紀から数万年にかけて記録を保存するためには、石板、木簡、紙などの電子媒体が登場する以前から使用されていた媒体の使用を考慮する。

## 石英ガラスを使った記憶媒体の可能性
2014年10月20日、日立製作所と京都大学は共同で石英ガラスにデータを記憶する技術を開発したと発表した。
この技術を応用すれば半永久的（3億年）なデータ保存が可能となる。 JAXAは同年11月に打ち上げる人工衛星に試作チップを搭載する。